# Tournoi Chess Classic de Londres

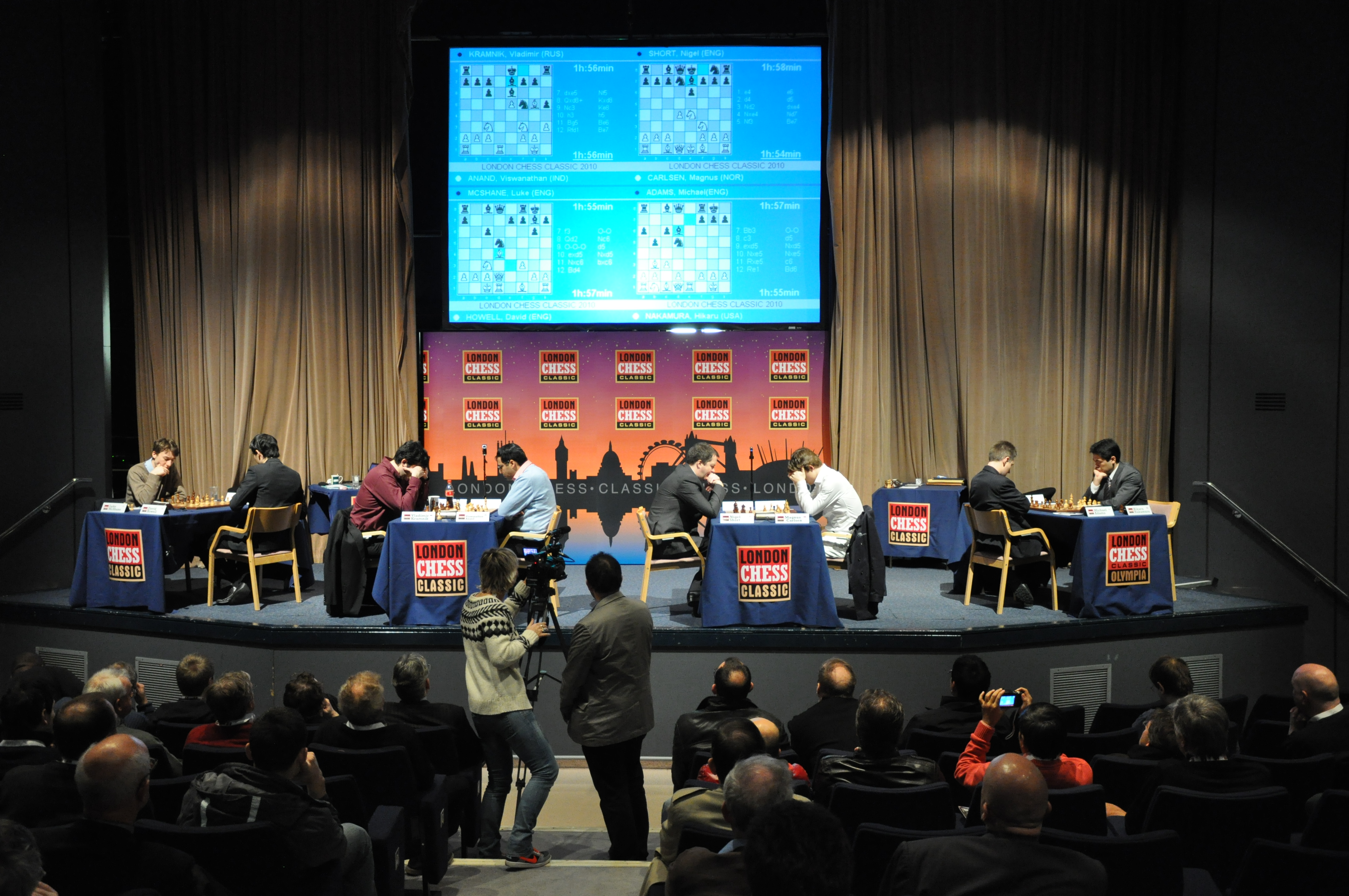
La scène du tournoi Chess Classic de Londres en 2010.

Le tournoi Chess Classic de Londres (en anglais : London Chess Classic) est un festival d'échecs organisé au Palais d'expositions de l'Olympia à West Kensington (Londres) de 2009 à 2019.

## Vainqueurs
4 victoires
- Magnus Carlsen (en 2009, 2010, 2012 et 2015)

3 victoires
- Hikaru Nakamura (en 2013 (Super 16 rapide), 2016 (open rapide) et 2018)

1 victoire
- Vladimir Kramnik (en 2011)
- Viswanathan Anand (en 2014)
- Wesley So (en 2016)
- Fabiano Caruana (en 2017)
- Ding Liren (en 2019)

## Chess Classic, Super 16 Rapid et Grand Chess Tour
En 2013, le tournoi, appelé Super Sixteen Rapid, était un tournoi de parties rapides avec seize joueurs répartis en quatre poules, les deux premiers de chaque poules participaient aux quarts de finale. Deux joueurs (Istratescu et Sutovsky) étaient sélectionnés par un open FIDE qui avait lieu  auparavant.
| Édition Année | Édition Année | Dates                     | Catégorie (Elo moyen) | Joueurs | Vainqueur | Fédération | Deuxième(s) | Troisième(s) | Autres participants |
| ------------- | ------------- | ------------------------- | --- | --- | --- | --- | --- | --- | --- |
| 1             | 2009          | 8-15 décembre             | 18 (2 696) | 8 | Magnus Carlsen 13 / 21 (+3 =4) | Norvège | Vladimir Kramnik 12 / 21 | David Howell Michael Adams 9 / 21 (+1 =6) | 5e : L. McShane, 6e-7e : Ni Hua et Nakamura, 8e : N. Short |
| 2             | 2010          | 8-15 décembre             | 20 (2 729) | 8 | Magnus Carlsen 13 / 21 (+4 –2 =1) | Norvège | Viswanathan Anand Luke McShane 11 / 21 (+2 =5) | | 4e-5e : Nakamura, Kramnik 6e: Adams ; 7e : Howell ; 8e : Short |
| 3             | 2011          | 3-12 décembre             | 20 (2 748) | 9 | Vladimir Kramnik 16 / 24 (+4 =4) | Russie | Hikaru Nakamura 14 / 24 | Magnus Carlsen 13 / 24 | 4e : Mc Shane ; 5e-6e : V. Anand et Aronian ; 7e : Short ; 8e : Howell ; 9e : Adams                                                                                            |
| 4             | 2012          | 1-10 décembre             | 21 (2 751) | 9 | Magnus Carlsen 18 / 24 (+5 =3) | Norvège | Vladimir Kramnik 16 / 24 (+4 =4) | Hikaru Nakamura Michael Adams 13 / 24 | 5e : Viswanathan Anand ; 6e : Aronian ; 7e : McShane 8e : J. Polgar ; 9e : G. Jones                                                                                            |
| 5             | 2013          | 11-15 décembre            | Tournoi rapide | 16 | Hikaru Nakamura | États-Unis | Boris Guelfand (finaliste) | Vladimir Kramnik Michael Adams (demi-finalistes) | Joueurs éliminés en quarts de finale : V. Anand, Svidler, Short, F. Caruana |
| 6             | 2014          | 10-14 décembre            | 22 (2 780) | 6 | Viswanathan Anand 7 / 15 (+1 =4) (1er au départage) | Inde | Vladimir Kramnik Anish Giri 7 / 15 (+1 =4) | (départage : victoires avec les Noirs) | 4e : H. Nakamura5e-6e : Adams et Caruana |
| 7             | 2015          | 4-13 décembre             | 22 (2 784) | 10 | Magnus Carlsen 5,5 / 9 (+2 =7) (1er au départage S.-B.) | Norvège | Anish Giri 5,5 / 9 (+2 =7) | Maxime Vachier-Lagrave 5,5 / 9 (+2 =7) (3e au départage S.-B.) | 4e : Aronian ; 5e-7e : Adams, Caruana et Grichtchouk 8e : Nakamura ; 9e : Anand 10e : V. Topalov                                                                               |
| 8             | 2016          | 9-18 décembre             | 22 (2 785) | 10 | Wesley So 6 / 9 (+3 =6) | États-Unis | Fabiano Caruana 5,5 / 9 (+2 =7) | Hikaru Nakamura Viswanathan Anand Vladimir Kramnik | 6e : A. Giri ; 7e-9e : Vachier-Lagrave, Aronian et Adams ; 10e : Topalov |
| 9             | 2017          | 29 novembre - 11 décembre | 22 (2 780) | 10 | Fabiano Caruana 6 / 9 (+3 =6) (vainqueur du départage) | États-Unis | Ian Nepomniachtchi 6 / 9 (+3 =6) | Maxime Vachier-Lagrave Wesley So Magnus Carlsen 5 / 9 | 6e : H. Nakamura ; 7e : L. Aronian ; 8e : S. Kariakine ; 9e-10e : Adams et Anand                                                                                               |
| 10            | 2018          | 11-17 décembre            | | 4 | Hikaru Nakamura | États-Unis | Maxime Vachier-Lagrave (finaliste) | Fabiano Caruna (4e : Levon Aronian) | Tournoi à quatre : matchs en 8 parties : classiques (2), rapides (2) et blitz (4)                                                                                              |
| 11            | 2019          | 2-8 décembre              | | 4 | Ding Liren | Chine | Maxime Vachier-Lagrave (finaliste) | Magnus Carlsen (4e : Levon Aronian) | Tournoi à quatre : matchs en 8 parties : classiques (2), rapides (2) et blitz (4)                                                                                              |
| 12            | 2021,         | 3-9 décembre              | En 2021, le Chess Classic de Londres est constitué par un match « Angleterre - Reste du monde » et par le championnat d'Angleterre d'échecs rapides remporté par Gawain Jones. | En 2021, le Chess Classic de Londres est constitué par un match « Angleterre - Reste du monde » et par le championnat d'Angleterre d'échecs rapides remporté par Gawain Jones. | En 2021, le Chess Classic de Londres est constitué par un match « Angleterre - Reste du monde » et par le championnat d'Angleterre d'échecs rapides remporté par Gawain Jones. | En 2021, le Chess Classic de Londres est constitué par un match « Angleterre - Reste du monde » et par le championnat d'Angleterre d'échecs rapides remporté par Gawain Jones. | En 2021, le Chess Classic de Londres est constitué par un match « Angleterre - Reste du monde » et par le championnat d'Angleterre d'échecs rapides remporté par Gawain Jones. | En 2021, le Chess Classic de Londres est constitué par un match « Angleterre - Reste du monde » et par le championnat d'Angleterre d'échecs rapides remporté par Gawain Jones. | En 2021, le Chess Classic de Londres est constitué par un match « Angleterre - Reste du monde » et par le championnat d'Angleterre d'échecs rapides remporté par Gawain Jones. |
| 13            | 2023          | 1-11 décembre             | | 10 | Michael Adams | Angleterre | Amin Tabatabaei | Dommaraju Gukesh Andriï Volokitine | |

## Tournois open rapides
- 2014 (open, 74 joueurs) : Hikaru Nakamura (9,5/10) devant Anish Giri (8,5), 3e-6e : Caruana, Anand, Kramnik et Short (8/10)
- 2015 (open) : Luke McShane (9,5/10)
- 2016 (open) : Valentina Gounina (9/10)

## Tournoi open FIDE
- 2009 : Jon Ludvig Hammer (8/9)
- 2010 : Gawain Jones et Simon Williams (7,5/9)
- 2011 : Abhijeet Gupta (8/9)
- 2012 :  Hrant Melkoumian et Robin van Kampen (7,5/9)
- 2013 : John Ludwig Hammer (7,5/9)
- 2014 : Kamil Dragun et Bai Jinshi (7,5/9)
- 2015 : Benjamin Bok (8/9)
- 2016 : Étienne Bacrot et Sébastien Mazé (7,5/9)
- 2017 : Gabriel Sargissian, Hrant Melkoumian et Sébastien Mazé (7,5/9)
- 2018 : Jules Moussard et Nicholas Pert (7,5/9)
- 2019 : Rameshbabu Praggnanandhaa et Anton Smirnov (7,5/9)

## Championnat de Grande-Bretagne à élimination directe
- 2016 : David Howell bat Nicholas Pert en finale
- 2017 : Nigel Short bat David Howell en finale
- 2018 : Luke McShane bat David Howell en finale
- 2019 : Michael Adams bat David Howell en finale[16]

## Tournois fermés féminins
- 2009 : Arianne Caoili
- 2010 : Arlette Van Weersel
- 2011, 2012 et 2013 : Dagnė Čiukšytė